# Teen Choice Awards
Les Teen Choice Awards sont une cérémonie de remise de prix américaine annuelle diffusée à la télévision par les compagnies FOX et Global TV et créée en 1999. 
Cette cérémonie récompense les meilleurs personnalités de la musique, de la danse, de la télévision, du sport et du cinéma aux États-Unis ; pour voter, il faut être âgé de treize à dix-neuf ans, et le public ainsi que le jury sont exclusivement américains.
Les Teen Choice Awards n'ont plus été décernés depuis l'édition 2019 et sont en pause indéfinie.

## Récompenses

### Films
- Meilleur film d'action
- Meilleur acteur dans un film d'action
- Meilleure actrice dans un film d'action
- Meilleur film de science-fiction
- Meilleur acteur dans un film de science-fiction
- Meilleure actrice dans un film de science-fiction
- Meilleur film fantastique
- Meilleur acteur dans un film fantastique
- Meilleure actrice dans un film fantastique
- Meilleur film dramatique
- Meilleur acteur dans un film dramatique
- Meilleure actrice dans un film dramatique
- Meilleur film de comédie
- Meilleur acteur dans un film de comédie
- Meilleure actrice dans un film de comédie
- Meilleur film romantique/comédie
- Meilleur acteur dans un film romantique/comédie
- Meilleure actrice dans un film romantique/comédie
- Meilleur film thriller
- Meilleur acteur dans un film thriller
- Meilleure actrice dans un film thriller
- Meilleur film d'horreur
- Meilleure voix-off
- Meilleur(e) méchant(e)
- Meilleure alchimie
- Révélation masculine de l'année
- Révélation féminine de l'année
- Meilleur film de l'été
- Meilleur acteur de l'été
- Meilleure actrice de l'été

### Télévision
- Meilleure série dramatique en Amérique
- Meilleur acteur dans une série dramatique américain
- Meilleure actrice dans une série dramatique américain
- Meilleure série de science-fiction ou Fantastique en Amérique
- Meilleur acteur dans série de science-fiction ou Fantastique américain
- Meilleure actrice dans série de science-fiction ou Fantastique américain
- Meilleure série d'action en Amérique
- Meilleur acteur dans une série d'action américain
- Meilleure actrice dans une série d'action américain
- Meilleure série comique en Amérique
- Meilleur acteur dans une série comique américain
- Meilleure actrice dans une série comique américain
- Meilleur dessin animé en Amérique
- Meilleure Télé-réalité de compétition en Amérique
- Meilleure émission télé-réalité en Amérique
- Meilleure émission télé tardive en Amérique
- Meilleur personnage de télé-réalité américain
- Meilleure personnalité télé américain
- Meilleure nouveauté à la télévision américain
- Meilleure révélation masculine de l'année américain
- Meilleure révélation féminine de l'année américain
- Meilleur(e) méchant(e)
- Meilleure alchimie
- Meilleurs parents
- Meilleur acolyte
- Choix Fa-bu-leux
- Meilleure série de l'été
- Meilleur acteur de l'été
- Meilleure actrice de l'été

### Films & Télévision
- Meilleur(e) voleur/voleuse de vedette
- Meilleur baiser
- Meilleure crise de colère

### Musique
- Meilleure chanson de rupture
- Meilleure chanson YouTube en collaboration
- Meilleur single
- Meilleure collaboration
- Meilleure artiste féminine de l'année
- Meilleur artiste masculin de l'année
- Meilleure chanson d'amour
- Meilleure musique Hook Up Song
- Meilleure chanson du pop
- Meilleur artiste du rap
- Meilleure chanson du Rap/Hip-Hop
- Meilleur artiste R&B
- Meilleure chanson R&B
- Meilleur groupe de rock
- Meilleure chanson de rock
- Meilleure groupe de musique Country
- Meilleure artiste féminine de musique Country
- Meilleure artiste masculine de musique Country
- Meilleure révélation féminine de l'année
- Meilleure révélation masculine de l'année
- Meilleure bande originale
- Meilleur album du rap/Hip-Hop
- Meilleur album de pop
- Meilleur album R&B
- Meilleure musique country
- Meilleur clip vidéo de l'année
- Meilleure musique EDM
- Meilleure chanson de l'été
- Meilleure artiste féminine de l'été
- Meilleur artiste masculin de l'été
- Meilleur groupe de l'été
- Meilleure tournée de l'été
- Meilleur artiste international de l'année

### Autres
- Meilleur livre
- Personnalité masculine la plus sexy
- Personnalité féminine la plus sexy
- Icône (féminine) du tapis rouge
- Icône (masculin) du tapis rouge
- Meilleur star du web
- Le plus méprisable
- Meilleur vampire
- Meilleur comédien
- Meilleur sourire

### Web
- Star (féminine) du web
- Star (masculine) du web
- Comédien(ne) du web
- Web star de la musique
- Web star fashion
- Meilleurs fans
- Star du gaming sur le web
- Roi des réseaux sociaux
- Reine des réseaux sociaux
- Personnalité la plus méprisable
- Instagrammer
- Viner
- Collaboration web

## Récompenses spéciales
Ultimate Choice Award
- 2004 : Mike Myers
- 2007 : Justin Timberlake
- 2009 : Britney Spears[2]
- 2011 : Taylor Swift[3]
- 2012 : Robert Pattinson, Kristen Stewart et Taylor Lautner[4]
- 2013 : Ashton Kutcher[5]
- 2014 : Selena Gomez[6]
- 2017 : Miley Cyrus[7]

Acuvue Inspiration Award
- 2011 : Demi Lovato[8]
- 2012 : Miranda Cosgrove
- 2013 : Nick Jonas[9]

Decade Award : Prix d'honneur
- 2016 : Justin Timberlake[10]
- 2017 : Maroon 5[11]
- 2019 : Jonas Brothers[12]

Icon Award
- 2019 : Taylor Swift[13]

## Cérémonies
| Année | Date            | Lieu                                             | Ville        | Présentateur                                                              | Interprètes |
| ----- | --------------- | ------------------------------------------------ | ------------ | ------------------------------------------------------------------------- | --- |
| 1999  | 1er août 1999   | Barker Hangar                                    | Santa Monica | Aucun (Britney Spears ouvre le show)                                      | - Britney Spears - *NSYNC - Gloria Estefan - Blink-182 - Christina Aguilera |
| 2000  | 6 août 2000     | Barker Hangar                                    | Santa Monica | Aucun                                                                     | - 98 Degrees - BBMAK (en) - No Doubt - Enrique Iglesias |
| 2001  | 12 août 2001    | Gibson Amphitheatre                              | Los Angeles  | Aucun                                                                     | - Shaggy - Aaron Carter - Nick Carter - Nelly - Eve & Gwen Stefani - BBMAK (en) |
| 2002  | 4 août 2002     | Gibson Amphitheatre                              | Los Angeles  | Aucun                                                                     | - Ashanti - Jennifer Love Hewitt |
| 2003  | 2 août 2003     | Gibson Amphitheatre                              | Los Angeles  | - David Spade                                                             | - Kelly Clarkson - Evanescence - The Donnas |
| 2004  | 8 août 2004     | Gibson Amphitheatre                              | Los Angeles  | - Paris Hilton - Nicole Richie                                            | - Blink-182 - Ashlee Simpson - JoJo - Lenny Kravitz - Yellowcard |
| 2005  | 14 août 2005    | Gibson Amphitheatre                              | Los Angeles  | - Hilary Duff - Rob Schneider                                             | - Gwen Stefani - The Black Eyed Peas - Pussycat Dolls - Simple Plan |
| 2006  | 20 août 2006    | Gibson Amphitheatre                              | Los Angeles  | - Dane Cook - Jessica Simpson                                             | - Kevin Federline - Nelly Furtado - Timbaland - Rihanna |
| 2007  | 26 août 2007    | Gibson Amphitheatre                              | Los Angeles  | - Hilary Duff - Nick Cannon                                               | - Kelly Clarkson - Avril Lavigne - Fergie - Shop Boyz (en) |
| 2008  | 4 août 2008     | Gibson Amphitheatre                              | Los Angeles  | - Miley Cyrus                                                             | - Miley Cyrus - Mariah Carey - ACDC - M&M Cru |
| 2009  | 9 août 2009     | Gibson Amphitheatre                              | Los Angeles  | - Jonas Brothers                                                          | - Jonas Brothers - Sean Kingston - Miley Cyrus - The Black Eyed Peas |
| 2010  | 8 août 2010     | Gibson Amphitheatre                              | Los Angeles  | - Katy Perry - Cory Monteith - Mark Salling - Chris Colfer - Kevin McHale | - Jason Derulo - Travie McCoy - Bruno Mars - Katy Perry - Justin Bieber - Dirty Money |
| 2011  | 7 août 2011     | Gibson Amphitheatre                              | Los Angeles  | - Kaley Cuoco                                                             | - Jason Derülo - will.i.am - Selena Gomez and the Scene - OneRepublic |
| 2012  | 22 juillet 2012 | Gibson Amphitheatre                              | Los Angeles  | - Demi Lovato - Kevin McHale                                              | - No Doubt - Flo Rida - Pauly D - Carly Rae Jepsen - Justin Bieber |
| 2013  | 11 août 2013    | Gibson Amphitheatre                              | Los Angeles  | - Lucy Hale - Darren Criss                                                | - One Direction - Paramore - Demi Lovato - Florida Georgia Line feat Nelly |
| 2014  | 10 août 2014    | Shrine Auditorium, initialement Pauley Pavilion. | Los Angeles  | - Tyler Posey - Sarah Hyland                                              | - Jason Derulo - Magic! - Rixton - Demi Lovato feat Cher Lloyd - Rita Ora - Becky G |
| 2015  | 16 août 2015    | Galen Center                                     | Los Angeles  | - Gina Rodriguez - Josh Peck - Ludacris                                   | - 5 Seconds of Summer - Little Mix - Jussie Smollett feat Bryshere Y. Gray - Fifth Harmony - Rachel Platten - Flo Rida feat Robin Thicke                                                         |
| 2016  | 31 juillet 2016 | The Forum                                        | Inglewood    | - John Cena - Victoria Justice                                            | - Charlie Puth - Serayah McNeill - Flo Rida - Ne-Yo - Jason Derulo |
| 2017  | 13 août 2017    | Galen Center                                     | Los Angeles  | - John Cena - Victoria Justice                                            | - KYLE (avec Lil Yachty) - Rita Ora - Clean Bandit (avec Zara Larsson) - French Montana (avec Swae Lee, Triplets Ghetto Kids) - Rae Sremmurd - Le casting de Star - Louis Tomlinson & Bebe Rexha |

## Sponsors presse écrite
- Seventeen Magazine de 1999-2002
- Teen People de 2003 à 2006